# Klaus Hofmann (Fußballspieler)
Klaus Hofmann (* 5. Dezember 1957) ist ein ehemaliger deutscher Fußballspieler.

## Karriere

### Spieler
Hofmann absolvierte für Kickers Offenbach 30 Spiele in zwei Spielzeiten in der 2. Bundesliga. In seiner ersten Saison erreichte er mit seinen Mitspielern Platz drei. Der dritte Tabellenplatz berechtigte zum Relegationsspiel, gegen den drittletzten der Bundesliga. Offenbach traf auf Bayer 04 Leverkusen. Hofmann kam im Hin- und Rückspiel zum Einsatz, beide Spiele gingen verloren. Er spielte jeweils über die volle Distanz. In seiner zweiten Saison, 1982/83 erreichte das Team von Trainer Lothar Buchmann, hinter dem SV Waldhof Mannheim Platz zwei in der Abschlusstabelle. Die Kickers stiegen auf und Hofmann spielte in der nächsten Saison in der  Bundesliga. Hofmann absolvierte in der Bundesliga lediglich ein Spiel. Bei der 0:6-Niederlage gegen den Hamburger SV wurde er in der 79. Spielminute eingewechselt. Offenbach stieg als Vorletzter ab.

### Trainer
Hofmann trainierte die Mannschaften von SV Herolz und der SG Distelrasen.